# Peter den Store
 For alternative betydninger, se Peter den Store (flertydig). (Se også artikler, som begynder med Peter den Store)
Peter den Store (russisk: Пётр Вели́кий), Peter 1. (russisk: Пётр I) eller Peter Aleksejevitj (russisk: Пётр Алексе́евич; 9. juni 1672 – 8. februar 1725) var zar af Rusland fra 1682 til 1725. Frem til 1696 regerede han i fællesskab med sin halvbroder Ivan 5.
Han blev kronet til zar af Rusland den 27. april 1682, kun 10 år gammel, som efterfølger for sin halvbroder zar Fjodor 3. På grund af politiske omstændigheder kom han til at regere sammen med sin halvbroder Ivan 5. og under ledelse af sin halvsøster Sofia.
I 1689 blev Sofia tvunget fra ledelsen, og Peter tog selv magten. Han blev enehersker, da Ivan 5. døde i 1696. Han var meget opsat på at gøre Rusland til en europæisk stormagt og inviterede de bedste ingeniører, skibsbyggere, arkitekter og håndværkere til Rusland. Ligeledes sendte han hundreder af unge russere til Europa for at lære. Selv aflagde han flere besøg i Europa og opholdt sig 3 måneder i København i 1716 i forbindelse med en planlagt dansk-russisk invasion i Skåne. Den blev ikke til noget pga. uenighed om krigsmål og forsinkelser af tidsplanen. Han arbejdede i flere år i Holland for at lære skibsbygningshåndværket.
Peters første krig var mod Det Osmanniske Rige for at opnå adgang til Sortehavet, og for første gang vandt en russisk flåde et slag under Azovfelttoget i 1696. Peters største ambition var at skaffe Rusland adgang til Østersøen, og i 1700 indledte han Den Store Nordiske Krig mod Sverige (se §Den Store Nordiske Krig). Krigen varede i 21 år. Efter nederlag lykkedes det ham at reorganisere hæren, de svenske besiddelser i Baltikum blev erobret, og vendepunktet blev sejren ved Poltava. I de følgende år deltog russiske hære i kampene i Nordtyskland, og landets fremgang vakte både opsigt og bekymring i Vesteuropa.
I 1703 grundlagde Peter St. Petersborg ved Neva-flodens munding på et område, som havde været finsk (svensk). St Petersborg udviklede sig hurtigt til en driftig havneby, og i 1712 flyttede Peter hovedstaden hertil fra Moskva. I 1725 havde St Petersborg 75.000 indbyggere. Da krigen mod Sverige sluttede med freden i Nystad, lod Peter sig udnævne til russisk kejser den 22. oktober 1721. Under hans regering var der flere oprør (bl.a. strelitseropstanden 1698), som imidlertid blev slået ned med stor brutalitet. Da han fik mistanke om, at hans egen søn, Aleksej, deltog i et komplot mod tronen, lod han ham i 1718 fængsle og tortere til døde. Peter den Store døde den 8. februar 1725 og blev begravet i Peter og Paul-katedralen i Sankt Petersborg. Han havde ikke udnævnt en efterfølger og blev efterfulgt af sin hustru Katarina 1., der havde en jævn og broget baggrund.

## Biografi

### Fødsel og familie
Der er for få eller ingen kildehenvisninger i dette afsnit, hvilket er et problem. Du kan hjælpe ved at angive troværdige kilder til de påstande, som fremføres.

Peter blev født i natten til den 9. juni (jul.: 30. maj) i året 1672. Han blev født i Moskva, men det nøjagtige fødested er ukendt. Nogle historikere har angivet fødestedet til at være Terem-paladset i Moskvas Kreml. Ifølge folketraditionen blev Peter født i landsbyen Kolomenskoje, ligesom faderens herregård Izmailovo også har været angivet.
Peter blev født ind i slægten Romanov og var søn af Aleksej Mikhajlovitj Romanov, der havde været russisk tsar siden 1645. Faderen var gift to gange: først med Maria Miloslavskaja(en) (gift 1648-1669), og anden gang med Natalja Narysjkina(en) (gift 1671-1676). I sine to ægteskaber havde faderen mange børn, og Peter var det fjortende barn men det første født i ægteskabet med Natalja Narysjkina.
Den 29. juni, der var navnedag for apostlene Peter og Paulus, blev tsarevitjen døbt i Tjudov-klosteret i Kreml af protopopen Andrej Savinov, hvor han blev opkaldt efter apostlen Peter. Årsagen til at han modtog dette navn er ukendt, da navnet ikke er kendt hverken i Romanov- eller Narysjkin-slægten. Det sidste medlem af Rurikslægten i Storfyrstendømmet Moskva med navnet var Peter Dmitrijevitj, der døde i 1428.

### Vejen til magten: Miloslavskij versus Naryshkinij (1682-1694)
Selvom Peter den Store officielt blev udnævnt til tsar som tiårig i 1682, var det først fra 1694, at rigets reelle magt lå i den da 22 årige tsars hænder. Den mellemliggende periode var præget af magtkampe mellem de to bojar-slægter Miloslavskij og Narysjkin.
Da tsar Aleksej døde i 1676, overtog hans søn fra det første ægteskab, Fjodor III, rollen som tsar. Fjodor dør i 1682 uden at efterlade sig en arving, og en magtkamp Aleksejs to koners slægter, Miloslavskij og Narysjkin, begynder. Narysjkin havde patriarkens opbakning, såvel som et flertal af bojardumaens og en del af adelens støtte, og Peter udnævntes til tsar i april 1682.
Samme år i maj ledede Peters halvsøster Sofia Aleksejevna(en) (russisk: Софья Алексеевна) fra Aleksejs første ægteskab et oprør i streltsy-regimentet, hvor flere ledende medlemmer af Narysjkin-slægten blev dræbt. Miloslavskij-slægten fik overtaget, og bojardumaen udnævnte på forespørgsel af streltsyen Peters halvbror Ivan V til med-zar. Indtil Ivans død i 1696 var Peter junior-tsar. Ivan var pga. invaliditet ude af stand til at regere. Sophia blev senere udnævnt til regent,[kilde mangler] og var den reelle magthaver fra 1682-1689, i hvilken periode Narysjkin-slægten og Peter var afskåret fra magten.
I 1689 forsøgte streltsy-regimentet, ledet af Fjodor Shaklovitij, at udføre endnu et kup, der ville sætte Sophia på tronen og udrydde oppositionen. Peter flygtede til Troitse-Sergeijeva lavra, et kloster uden for Moskva. Patriarken, mange bojarer, adelige, militærfolk og dele af streltsy-regimentet, støttede Peter. Sophia overgav magten til Peter, og blev forvist til kloster. Fjodor Shaklovitij og flere af Sophias støtter blev henrettet eller sendt i eksil. På dette tidspunkt var Peter 17 år gammel, og hans mor overtog den reelle magt, indtil hendes død i 1694.

### Krigen med Det Osmanniske Rige
I 1686 indtrådte Rusland i Den Hellige Liga rettet mod Det Osmanniske Rige og samme år indledte Peter den Store Den russisk-tyrkiske krig (1686-1700) med det formål at tvinge osmannerne ud af Krim og ved Azovfelttogene at indtage den osmanniske fæstning i Azov, der blokerede russisk adgang til Det Azovske Hav og Sortehavet. Dertil blev russisk territorium stadig sporadisk plyndret af krimtatarerne, der var under osmannisk protektorat. En indtagelse af fæstningen i Azov og kontrol over Det Azovske Hav ville sikre en base for senere manøvrer i Kaukasus og i Sortehavet og derudover eksponere krimtatarerne.
Den første russiske belejring af fæstningen i Azov i sommeren 1695 mislykkedes, eftersom Rusland ikke rådede over en flåde, som kunne afskære de osmanniske forsyninger, der tilkom fæstningsværket via havet. Som konsekvens iværksatte Peter den Store en storstilet udvidelse af den russiske flåde og påbegyndte i foråret 1696 i en ny belejring af fæstningen i Azov. I slutningen af juli 1696 overgav fæstningsværket sig endeligt.
Krigen mellem Rusland og Det Osmanniske Rige fortsatte indtil juli 1700, hvor en fredsaftale blev indgået.

### Den Store Nordiske Krig
En måned efter afslutningen på krigshandlingerne med osmannerne valgte Peter den Store i august 1700 at erklære Sverige krig, hvormed Rusland indtrådte i Den Store Nordiske Krig. Peter den Store ønskede at skaffe Rusland adgang til Østersøen ved at indtage territorier i Baltikum, der på det tidspunkt var kontrolleret af Sverige. Dertil var Sverige en voksende flådemagt, hvilket gjorde svenskerne til en naturlig fjende i Peter den Stores ambition om at gøre Rusland til det selvsamme.
Ved Slaget ved Narva (no) den 30. november 1700 led en numerisk overlegen russisk styrke nederlag til svenske tropper, kommanderet af den 18-årige svenske konge, Karl 12. Den svenske konge valgte dog ikke at følge op på sejren og forsøge at slå Rusland endeligt ud af krigen. I stedet ledte Karl d. 12. sine tropper sydpå mod Saschsen-Polen, med hvem Sverige også var i krig. Dette gav Peter den Store mulighed for at genopbygge, reorganisere og udvide den russiske hær, der i 1703 indtog Neva-flodens udmunding ved Den Finske Bugt. Kort efter påbegyndte Peter den Store opførelsen af Peter og Paul-fæstningen og byen Sankt Petersborg nær Neva-flodens udmunding.
Det afgørende slag mellem Sverige og Rusland kom i juni 1709 tæt på byen Poltava, der ligger i nutidens Ukraine. Her mødtes en svensk styrke på 22.000 mand en russisk styrke på omtrent det dobbelte. I modsætning til Slaget ved Narva ni år tidligere, led de svenske tropper, der stadig var personligt ledt af Karl d. 12., nederlag. Peter den Stores sejr i Slaget ved Poltava blev et vigtigt vendepunkt i Den Store Nordiske Krig, og viste Europa Ruslands opblomstrende militære magt.
Efter Slaget ved Poltava var det lykkedes Karl d. 12. at flygte til Moldova og osmannisk beskyttelse. Peter den Store krævede, at Karl d. 12. blev udvist af Det Osmanniske Rige, der i mellemtiden opfordrede osmannerne til at gå i krig mod Peter den Store. Som konsekvens heraf erklærede Det Osmanniske Rige i 1710 krig mod Rusland. Herefter befandt Peter den Store sig i en vanskelig situation, og valgte i 1711 at indgå en aftale med osmannerne, hvori Rusland blandt andet måtte afstå Azov og andre erobringer fra krigen i 1696 og tillade Karl d. 12. at rejse tilbage til Sverige.
Den Store Nordiske Krig fortsatte indtil Freden i Nystad i 1721. Peter den Store fejrede aftalen, der gav Rusland store landområder i Baltikum, ved at adoptere titlen imperator, hvormed Rusland formelt blev Det Russiske Kejserrige.

### Peter den Store og kirken
Under Peter den Store blev retningen mod statskirkelighed realiseret. Staten var for Peter det højeste og helligste, og herunder skulle alt tjene statens formål.
Peters statsreformer, som var inspireret af samtidens vestlige statsfilosofi, blev set som brud med den ortodokse kirke og det russiske folks gamle skikke. Peter endte med at miste den russiske gejstligheds støtte, på grund af disse reformer.
Peter den store overgav ikke den Ortodokse tro som den vigtigste ideologiske kerne i staten -han inkorporerede bare den kirkelige struktur ind i staten.
Da den sidste Patriark Adrian døde i 1700, undlod Peter at lade en ny patriark træde til.
I 1721 trådte en ny kirkeforfatning i kraft, under betegnelsen Dukhovnyi Reglament (russisk: Духо́вный Регла́мент).[kilde mangler]
Tsaren blev kirkens overhoved, hvorved der ikke kunne være en patriark ved hans side. Forvaltningen af kirkegods og økonomi blev fuldstændig underlagt statslige myndigheder, mens styrelsen af de øvrige kirkelige anliggender blev overladt til et gejstligt kollegium, bestående af biskopper og højere gejstlige Den allerhelligste regerende Synode Synoden var dog i realiteten et statsorgan og det var først med tsarens samtykke at synodens beslutninger blev gældende. Synoden blev godkendt af de gamle ortodokse kirker som en kirkelig institution, der kanonisk havde samme rettigheder og beføjelser som en patriark.
Det lykkedes altså at bevare den ortodokse kirke og dens patriarklignende position inden for den samlede ortodokse kirke, samtidigt med at kirken nu ikke længere direkte havde bestemmelse i politiske anliggender.[kilde mangler]

### Personlighed
Peter den Store blev anerkendt for sin udadgående, energiske personlighed. Han afspejlede disse karaktertræk i sine politiske handlinger, og involverede sig egenhændigt i de opgaver han satte sig for. Han havde mange selvlærte færdigheder, såsom snedkeri. Han havde den overbevisning, at man skulle fortjene sine titler. Folk fik kun høje positioner, hvis de havde udvist merit. 
Peter den Store blev bl.a. husket for sine atypiske og bemærkelsesværdige bedrifter, der menes at have signifikant betydning for russisk kultur. Det var bl.a. Peter den Stores rejser til vestlige lande, hvor han lod sig inspirere af kultur og håndværk, som han mente skulle modernisere Rusland. Peter den Store rejste meget i sit eget land, hvilket var karakteristisk ved ham, da han gerne ville opleve og se landet på egen hånd, hvilket ingen anden monark havde gjort på samme måde før ham.
Endnu et karaktertræk ved Peter den Store var, at han på mange måder afspejlede en faderfigur, som indebar en aktiv personlighed og med en interesse for det russiske folk. Men modsat dette blev han også husket som en politisk person med voldelige og grove karaktertræk. Dette kunne ses, da han ikke var bleg for blodig undertrykkelse af politiske modstandere.
For Peter den Store fyldte festlige begivenheder meget i hans liv. Han holdt meget af aktiviteter, der bl.a. indebar druk og hor.[kilde mangler]
Peter den Store havde ikke blot en stor personlighed, men også en højde på 2,03 meter.